# 450
| 450                |
| ------------------ |
| Dødsfald - Fødsler |
|                    |

| Gregoriansk kalender | 450 CDL                 |
| Ab urbe condita      | 1203                    |
| Armensk kalender     | I/T                     |
| Kinesiske kalender   | 3146 – 3147 己丑 – 庚寅 |
| Etiopisk kalender    | 442 – 443               |
| Jødisk kalender      | 4210 – 4211             |
| Hindukalendere       |                         |
| - Vikram Samvat      | 505 – 506               |
| - Shaka Samvat       | 372 – 373               |
| - Kali Yuga          | 3551 – 3552             |
| Iransk kalender      | 172 BP – 171 BP         |
| Islamisk kalender    | 177 BH – 176 BH         |

Se også 450 (tal)

## Begivenheder
- Officeren Marcian bliver østromersk kejser.

## Dødsfald
- Kejser Theodosius 2. dør